# Never Be the Same Again
«Never be the same again» (en español: «Nunca volverá a ser lo mismo») es una canción de la cantante inglesa Melanie Chisholm, el tercer sencillo de su álbum Northern Star y fue lanzado el 20 de marzo del año 2000.

## Letra e historia
La canción trata sobre una mujer que se enamora de un amigo, reflexionando sobre si confesárselo y considerando que «las cosas nunca serán iguales otra vez». Incluye un pequeño rap coescrito e interpretado por Lisa Lopes, entonces integrante del grupo TLC.
Fue producido por Rhett Lawrence y debutó en #1 de los charts británicos, convirtiéndose así en el primer sencillo de esta artista en llegar a esa posición en su debut. Vendió 400.000 copias solo en el Reino Unido (convirtiéndolo en el sencillo número 18 en ventas del año 2000) y alcanzó un mayor rendimiento en Alemania, con 900.000 ventas (confirmado por Media Control Germany).

## Canciones y formatos
Todas las canciones y ediciones:
- UK CD1 / Australian CD

1. "Never Be the Same Again" [Single Edit] - 4:13
2. "I Wonder What It Would Be Like" - 3:40
3. "Never Be the Same Again" (Lisa Lopes Remix) - 4:01
4. "Never Be the Same Again" [Video] [Bonus]

- UK CD2

1. "Never Be the Same Again" - 4:52
2. "Closer" (Live) - 3:32
3. "Goin' Down" (Live) - 3:35

- US Promo CD-R 3

1. "Never Be The Same Again" [Kung Pow Club Mix] - 9:34
2. "Never Be The Same Again" [Kung Pow Radio Edit] - 4:11
3. "Never Be The Same Again" [Plasmic Honey Club Mix] - 8:41
4. "Never Be The Same Again" [Single Edit] - 4:16

- UK Promo CD

1. "Never Be The Same Again" [Single Edit] - 4:13
2. "Never Be The Same Again" [Album Edit] - 3:58

- UK Casete

1. "Never Be the Same Again" [Single Edit] - 4:13
2. "I Wonder What It Would Be Like"- 3:40
3. "Never Be the Same Again" (Lisa Lopes Remix) - 4:01

## Video musical
Se realizó un video dirigido por el estadounidense Francis Lawrence y fue publicado en 2000. Muestra a Melanie Chisholm toda vestida de blanco, ejercitándose, bronceándose y bailando con Lisa Lopes.
Fue subido a YouTube en julio de 2011 y a octubre de 2020 cuenta con más de 15 millones reproducciones.

## Posicionamiento
| Lista                     | Posición | Ventas  |
| ------------------------- | -------- | ------- |
| UK Singles Chart          | 1        | 400 000 |
| Sweden Singles Chart      | 1        | 20 000  |
| Dutch Top 40              | 1        | 40 000  |
| New Zealand Singles Chart | 1        |         |
| Philippine Singles Chart  | 1        |         |
| Australia Singles Chart   | 2        | 90 000  |
| Switzerland Singles Chart | 3        | 15 000  |
| Austria Singles Chart     | 3        |         |
| Finland Singles Chart     | 8        |         |
| Italian Singles Chart     | 6        |         |

## Certificaciones
Vendió 1.5 millones de copias en toda Europa.
| Organismo | País         | Certificación    |
| --------- | ------------ | ---------------- |
| BPI       | Reino Unido  | Oro (400 000)    |
| NPV       | Países Bajos | Oro (40 000)     |
| IFPI      | Austria      | Oro (15 000)     |
| IFPI      | Suecia       | Platino (20 000) |
| ARIA      | Australia    | Platino (70 000) |